# Johnston Peak
Der Johnston Peak ist ein Berg mit spitzem Gipfel im ostantarktischen Enderbyland. Er ragt 11 km nördlich des Mount Marr und 18 km nordwestlich des Douglas Peak auf.
Entdeckt wurde der Berg im Januar 1930 von Teilnehmern der British Australian and New Zealand Antarctic Research Expedition (1929–1930) unter der Leitung des australischen Polarforschers Douglas Mawson. Dieser benannte ihn nach dem australischen Parasitologen Thomas Harvey Johnston (1881–1951), dem leitenden Biologen der Forschungsreise.